# Битва при Солуэй-Моссе
Битва при Солуэй-Моссе (англ. Solway Moss; 24 ноября 1542 года) — одно из сражений англо-шотландских войн XVI века. Поражение шотландцев в этом сражении означало кризис всей системы внешней политики страны и необходимость нахождения новых путей сотрудничества с Англией.

## Военные действия перед сражением
Возобновившаяся в 1542 году война Шотландии с Англией первоначально развивалась успешно для шотландцев: английские войска в августе 1542 г. были разбиты при Хаддон-Риге. Однако, когда в октябре 1542 г. король Шотландии Яков V созвал дворянское ополчение, оказалось, что шотландское дворянство без энтузиазма восприняло идею войны с Англией. Более того, недовольные жесткой внутренней политикой короля и полным отстранением аристократов от управления страной, крупнейшие шотландские магнаты отказались участвовать в военной кампании. Смещение с поста командующего графа Хантли, победителя при Хаддон-Риге, также способствовало ослаблению шотландских вооруженных сил. Тем не менее королю удалось собрать значительную (около 20 тыс. человек) армию. Вторжение Яков V решил осуществить на западной границе с Англией. Устроив королевский штаб в Лохмабене, Яков V выслал вперед достаточно крупный корпус во главе со своим фаворитом Оливером Синклэром.

## Ход битвы
24 ноября 1542 года войска Синклэра были атакованы в районе торфяных болот у залива Солуэй-Ферт трехтысячным английским отрядом под командованием сэра Томаса Уартона. Действия шотландцев были абсолютно лишены координации, руководители отрядов не подчинялись командующему, ряд баронов демонстративным бездействием откровенно провоцировали поражение. В результате шотландская армия была быстро разбита и её солдаты бежали с поля боя. Потери убитыми были незначительными, однако более 1200 человек сдались или попали в плен.

## Значение сражения при Солуэй-Моссе
Поражение при Солуэй-Моссе означало крах политики Якова V и продемонстрировало всю глубину антагонизма между королём и аристократией. Кроме того, оно выявило бесперспективность дальнейшего продолжения внешнеполитического курса враждебности по отношению к Англии. Осознав все это, король Яков V, который недавно потерял своих сыновей, испытал душевное потрясение и 14 декабря скончался в Фолклендском замке.